# Paquito D'Rivera
Paquito D'Rivera, född 4 juni 1948 i Havanna i Kuba, är en kubansk jazzmusiker. 
Paquito D'Rivera är son till saxofonisten och dirigenten Tito Rivera. Han gick i exil 1981 tillsammans med familjen i USA, dit tidigare hans mor och syster sökt sig. I USA började han sin karriär med två soloalbum 1981 och 1982, Paquito Blowin respektive Mariel. Han är gift med sångerskan Brenda Feliciano.

## Diskografi i urval
- Paquito Blowin' med bland andra Eddie Gomez, 1981
- Mariel med bland andra  Randy Brecker, 1982
- Live at the Keystone Korner, 1983
- Why Not med Toots Thielemans, 1984
- Explosion, 1985
- Reunion med Arturo Sandoval, 1990
- Portraits of Cuba med Gustavo Bergalli och Lew Soloff, 1996
- Hay Solucion, 1998
- Music from Two Worlds, 2000
- The Clarinetist, Vol. 1 med bland andra Niels-Henning Ørsted Pedersen, 2001
- Sons Do Brasil, 2001
- Tribute to Cal Tjader, 2004
- Riberas, 2004
- The Jazz Chamber Trio, 2005
- Funk Tango, 2007
- Back in New York, 2008